# (I’ve Got a Gal in) Kalamazoo
(I've Got a Gal in) Kalamazoo ist ein Lied von Mack Gordon und Harry Warren aus dem Jahr 1942.

## Hintergrund
Mack Gordon und Harry Warren schrieben das Lied für den Film Orchestra Wives (1942). Gordon behauptete später, einmal vor vielen Jahren in Kalamazoo gewesen zu sein. Die erste Version  wurde vom Glenn Miller Orchestra eingespielt, den Background-Gesang übernahmen Tex Beneke, Marion Hutton und The Modernaires  und als Single mit der B-Seite At Last veröffentlicht. Im Film selbst spielt Glenn Miller Gene Morrison, und sein Orchester wird als  „Gene Morrison’s Orchestra“ eingeführt. Dazu sind die Nicholas Brothers als Tänzer zu sehen.
Der Text des Liedes handelt davon, dass der Ich-Erzähler ein Mädchen in der Stadt Kalamazoo, Michigan verehrt, das er aus seinen Schultagen kennt. Er sehnt sich weiterhin nach ihr und beschließt, in ein Flugzeug zu steigen, um nach Kalamazoo zu fliegen. Das Lied traf den Nerv seiner Zeit und nahm die Grundstimmung vieler Soldaten an der Front des Zweiten Weltkriegs auf, die sich nach ihren Lieben zu Hause sehnten.

## Erfolg
Der Film erschien am 4. September 1942 in den US-amerikanischen Kinos. Nur acht Tage später erreichte die Single Platz 1 der damaligen US-amerikanischen Billboard-Verkaufscharts und blieb dort sieben Wochen. Insgesamt war das Lied 20 Wochen in den Charts vertreten. Das Lied erhielt 1943 eine Oscar-Nominierung als Bester Song, verlor aber gegen White Christmas von Bing Crosby, das einzige Lied, das sich 1942 besser verkaufte. Das Lied macht die Stadt Kalamazoo populär. Noch im gleichen Jahr wählten Schüler des dortigen College ihr „Gal in Kalamazoo“, die 19-jährige Sara Wooley, die anschließend zum Sprachrohr der Stadt ernannt wurde.
In Kalamazoo dient der Song als Hymne der örtlichen Basketball- und Football-Teams.

## Plagiatsvorwürfe
2002 behauptete Christine Allman Fetter, die Tochter von Charles Allman, einem Soldaten der United States Navy, dass ihr Vater das Lied in Pearl Harbor geschrieben habe. Der Text würde von seiner alten High-School-Liebe, der Mutter von Christine, handeln, die er später heiratete und mit der er neben Christine noch fünf weitere Töchter hätte. Diese Geschichte wurde in der Tageszeitung Kalamazoo Gazette abgedruckt.